# 30778 Döblin
(30778) Doblin, denumire internațională (30778) Döblin, este un asteroid din centura principală de asteroizi.

## Descriere
30778 Döblin este un asteroid din centura principală de asteroizi. A fost descoperit pe 29 septembrie 1987 la Tautenburg de Freimut Börngen. Asteroidul prezintă o orbită caracterizată de o semiaxă mare de 2,72 ua, o excentricitate de 0,10 și o înclinație de 8,2° în raport cu ecliptica.